# Axinidris hylekoites
Axinidris hylekoites är en myrart som beskrevs av Steven O. Shattuck 1991. Axinidris hylekoites ingår i släktet Axinidris och familjen myror. Inga underarter finns listade.